# Związek Socjalistycznych Republik Radzieckich na Letnich Igrzyskach Olimpijskich 1988
Związek Socjalistycznych Republik Radzieckich na Letnich Igrzyskach Olimpijskich 1988 reprezentowało 481 zawodników (319 mężczyzn i 162 kobiet). Był to dziewiąty i ostatni start reprezentacji ZSRR na letnich igrzyskach olimpijskich.

## Zdobyte medale
| Medal  | Zawodnik | Dyscyplina sportowa      | Konkurencja                                   |
| ------ | --- | ------------------------ | --------------------------------------------- |
| Złoto  | Wiktor Bryzhin Władimir Kryłow Władimir Murawjow Witalij Sawin | Lekkoatletyka            | sztafeta 4 × 100 m mężczyzn                   |
| Złoto  | Wiaczesław Iwanienko | Lekkoatletyka            | chód na 50 km mężczyzn                        |
| Złoto  | Hennadij Awdiejenko | Lekkoatletyka            | skok wzwyż mężczyzn                           |
| Złoto  | Serhij Bubka | Lekkoatletyka            | skok o tyczce mężczyzn                        |
| Złoto  | Siergiej Litwinow | Lekkoatletyka            | rzut młotem mężczyzn                          |
| Złoto  | Olha Bryzhina | Lekkoatletyka            | 400 m kobiet                                  |
| Złoto  | Tetiana Samolenko | Lekkoatletyka            | 3000 m kobiet                                 |
| Złoto  | Olga Bondarienko | Lekkoatletyka            | 10 000 m kobiet                               |
| Złoto  | Olha Bryzhina Tatjana Ledowska Olga Nazarowa Marija Pinigina | Lekkoatletyka            | sztafeta 4 × 400 m kobiet                     |
| Złoto  | Natalja Lisowska | Lekkoatletyka            | pchnięcie kulą kobiet                         |
| Złoto  | Ołeksandr Biłostinnyj Valdemaras Chomičius Walerij Goborow Rimas Kurtinaitis Šarūnas Marčiulionis Igors Miglinieks Wiktor Pankraszkin Arvydas Sabonis Tiit Sokk Siergiej Tarakanow Walerij Tichonienko Ołeksandr Wołkow | Koszykówka               | mężczyźni                                     |
| Złoto  | Wiaczesław Janowski | Boks                     | waga lekkopółśrednia mężczyzn                 |
| Złoto  | Ivans Klementjevs | Kajakarstwo              | C-1 1000 m mężczyzn                           |
| Złoto  | Nicolae Juravschi Wiktor Rieniejski | Kajakarstwo              | C-2 500 m mężczyzn                            |
| Złoto  | Nicolae Juravschi Wiktor Rieniejski | Kajakarstwo              | C-2 1000 m mężczyzn                           |
| Złoto  | Aleksandr Kiriczenko | Kolarstwo torowe         | 1 km mężczyzn                                 |
| Złoto  | Gintautas Umaras | Kolarstwo torowe         | jazda indywidualna na dochodzenie mężczyzn    |
| Złoto  | Artūras Kasputis Dmitrij Nielubin Gintautas Umaras Wiaczesław Jekimow | Kolarstwo torowe         | jazda drużynowa na dochodzenie mężczyzn       |
| Złoto  | Erika Salumäe | Kolarstwo torowe         | sprint kobiet                                 |
| Złoto  | Wladimer Apciauri Anwar Ibragimow Boris Korieckij Ilgar Mamiedow Aleksandr Romankow | Szermierka               | floret mężczyzn drużynowo                     |
| Złoto  | Dmitrij Charin Gela Ketaszwili Igor Sklarow Ołeksij Czerednyk Arvydas Janonis Wadym Tyszczenko Jewgienij Kuzniecow İqor Ponomaryov Aleksandr Borodiuk Igor Dobrowolski Wołodymyr Luty Jewgienij Jarowienko Siergiej Fokin Władimir Tatarczuk Ołeksij Mychajłyczenko Aleksiej Prudnikow Wiktor Łosiew Siergiej Gorłukowicz Jurij Sawiczew Arminas Narbekovas | Piłka nożna              | mężczyźni                                     |
| Złoto  | Władimir Artiomow | Gimnastyka sportowa      | wielobój indywidualnie mężczyzn               |
| Złoto  | Władimir Artiomow | Gimnastyka sportowa      | poręcz mężczyzn                               |
| Złoto  | Władimir Artiomow | Gimnastyka sportowa      | drążek mężczyzn                               |
| Złoto  | Walerij Lukin | Gimnastyka sportowa      | drążek mężczyzn                               |
| Złoto  | Dmitrij Biłozierczew | Gimnastyka sportowa      | koń z łęgami mężczyzn                         |
| Złoto  | Dmitrij Biłozierczew | Gimnastyka sportowa      | kółka mężczyzn                                |
| Złoto  | Siergiej Charkow | Gimnastyka sportowa      | ćwiczenia na podłodze mężczyzn                |
| Złoto  | Władimir Artiomow Dmitrij Biłozierczew Wladimer Gogoladze Siergiej Charkow Walerij Lukin Władimir Nowikow | Gimnastyka sportowa      | wielobój drużynowo mężczyzn                   |
| Złoto  | Jelena Szuszunowa | Gimnastyka sportowa      | wielobój indywidualnie kobiet                 |
| Złoto  | Swiatłana Bahinska | Gimnastyka sportowa      | skok kobiet                                   |
| Złoto  | Swiatłana Baitawa Swiatłana Bahinska Natalja Łaszczenowa Jelena Szewczenko Jelena Szuszunowa Olha Strażewa | Gimnastyka sportowa      | wielobój drużynowo kobiet                     |
| Złoto  | Maryna Łobacz | Gimnastyka artystyczna   | wielobój indywidualnie kobiet                 |
| Złoto  | Andriej Ławrow Aleksandr Tuczkin Aleksandr Rymanow Alaksandr Karszakiewicz Jurij Niestierow Hieorhij Swirydzienka Andriej Tiumiencew Michaił Wasiljew Juryj Szaucou Wiaczesław Atawin Voldemaras Novickis Igor Czumak Kanstancin Szarawarau Walerij Gopin                                                                                                   | Piłka ręczna             | mężczyźni                                     |
| Złoto  | Iryna Szyława | Strzelectwo              | karabin pneumatyczny 10 m kobiet              |
| Złoto  | Nino Salukwadze | Strzelectwo              | p. pneumatyczny, 10 m mężczyzn                |
| Złoto  | Afanasijs Kuzmins | Strzelectwo              | pistolet szybkostrzelny 25 m mężczyzn         |
| Złoto  | Dmytro Monakow | Strzelectwo              | trap mężczyzn                                 |
| Złoto  | Władimir Salnikow | Pływanie                 | 1500 m stylem dowolnym mężczyzn               |
| Złoto  | Igor Polanski | Pływanie                 | 200 m stylem grzbietowym mężczyzn             |
| Złoto  | Walentina Ogijenko Jelena Wołkowa Marina Kumysz Irina Ilczenko Tatjana Sidorienko Irina Kiriłłowa Tatjana Romaszkan Olha Szkurnowa Marina Pankowa Jelena Czebukina Olga Kriwoszejewa Swietłana Korytowa | Siatkówka                | kobiety                                       |
| Złoto  | Alaksandr Kurłowicz | Podnoszenie ciężarów     | waga superciężka mężczyzn                     |
| Złoto  | Oksen Mirzojan | Podnoszenie ciężarów     | waga kogucia mężczyzn                         |
| Złoto  | Jurij Zachariewicz | Podnoszenie ciężarów     | II waga ciężka mężczyzn                       |
| Złoto  | Israił Arsamakow | Podnoszenie ciężarów     | waga lekkociężka mężczyzn                     |
| Złoto  | Anatolij Chrapaty | Podnoszenie ciężarów     | waga półciężka mężczyzn                       |
| Złoto  | Pawieł Kuzniecow | Podnoszenie ciężarów     | I waga ciężka mężczyzn                        |
| Złoto  | Dawit Gobedżiszwili | Zapasy                   | 130 kg st.wolny mężczyzn                      |
| Złoto  | Siergiej Biełogłazow | Zapasy                   | 57 kg st.wolny mężczyzn                       |
| Złoto  | Arsen Fadzajew | Zapasy                   | 68 kg st.wolny mężczyzn                       |
| Złoto  | Macharbiek Chadarcew | Zapasy                   | 90 kg st.wolny mężczyzn                       |
| Złoto  | Aleksandr Karielin | Zapasy                   | 130 kg st.klasyczny mężczyzn                  |
| Złoto  | Kamandar Madżydow | Zapasy                   | 62 kg st.klasyczny mężczyzn                   |
| Złoto  | Lewon Dżulfalakian | Zapasy                   | 68 kg st.klasyczny mężczyzn                   |
| Złoto  | Michaił Mamiaszwili | Zapasy                   | 82 kg st.klasyczny mężczyzn                   |
| Srebro | Rodion Gataullin | Lekkoatletyka            | skok o tyczce mężczyzn                        |
| Srebro | Igor Łapszyn | Lekkoatletyka            | trójskok mężczyzn                             |
| Srebro | Romas Ubartas | Lekkoatletyka            | rzut dyskiem mężczyzn                         |
| Srebro | Jurij Siedych | Lekkoatletyka            | rzut młotem mężczyzn                          |
| Srebro | Laimutė Baikauskaitė | Lekkoatletyka            | 1500 m kobiet                                 |
| Srebro | Tatjana Ledowska | Lekkoatletyka            | 400 m ppł kobiet                              |
| Srebro | Nurmagomied Szanawazow | Boks                     | waga półciężka mężczyzn                       |
| Srebro | Michał Śliwiński | Kajakarstwo              | C-1 1500 m mężczyzn                           |
| Srebro | Wiktor Dienisow Ihor Nahajew | Kajakarstwo              | K-2 500 m mężczyzn                            |
| Srebro | Wiktor Dienisow Siergіj Kіrsanow Ołeksandr Motuzenko Ihor Nahajew | Kajakarstwo              | K-4 1000 m mężczyzn                           |
| Srebro | Nikołaj Kowsz | Kolarstwo torowe         | sprint mężczyzn                               |
| Srebro | Andriej Alszan Michaił Burcew Siergiej Koriażkin Siergiej Mindirgasow Gieorgij Pogosow | Szermierka               | szabla mężczyzn drużynowo                     |
| Srebro | Walerij Lukin | Gimnastyka sportowa      | wielobój indywidualny mężczyzn                |
| Srebro | Walerij Lukin | Gimnastyka sportowa      | poręcz mężczyzn                               |
| Srebro | Władimir Artiomow | Gimnastyka sportowa      | ćwiczenia na podłodze mężczyzn                |
| Srebro | Jelena Szuszunowa | Gimnastyka sportowa      | równoważnia kobiet                            |
| Srebro | Swiatłana Bahinska | Gimnastyka sportowa      | ćwiczenia na podłodze kobiet                  |
| Srebro | Władimir Szestakow | Judo                     | do 86 kg mężczyzn                             |
| Srebro | Wieniamin But Nikołaj Komarow Wasilij Tichonow Aleksandr Dumczew Pawło Hurkowski Wiktor Diduk Wiktor Omelanowycz Andriej Wasiljew Aleksandr Łukjanow | Wioślarstwo              | ósemka mężczyzn                               |
| Srebro | Iryna Kałymbet Switłana Mazij Antonina Zielikowicz Inna Frołowa | Wioślarstwo              | czwórka podwójna kobiet                       |
| Srebro | Tõnu Tõniste Toomas Tõniste | Żeglarstwo               | klasa 470                                     |
| Srebro | Nino Salukwadze | Strzelectwo              | pistolet pneumatyczny 10 m mężczyzn           |
| Srebro | Ełena Dendeberowa | Pływanie                 | 200 m stylem zmiennym kobiet                  |
| Srebro | Giennadij Prigoda Jurij Baszkatow Nikołaj Jewsiejew Wołodymyr Tkaczenko | Pływanie                 | 4 × 100 m st. dowolnym mężczyzn               |
| Srebro | Jurij Panczenko Andriej Kuzniecow Wiaczesław Zajcew Igor Runow Władimir Szkurichin Jewgienij Krasilnikow Raimonds Vilde Walerij Łosiew Jurij Sapiega Ołeksandr Sorokałet Jarosław Antonow Jurij Czeriednik | Siatkówka                | mężczyźni                                     |
| Srebro | Israel Militosjan | Podnoszenie ciężarów     | waga lekka mężczyzn                           |
| Srebro | Nail Muchamiedjarow | Podnoszenie ciężarów     | waga półciężka mężczyzn                       |
| Srebro | Stepan Sarkisjan | Zapasy                   | 62 kg st.wolny mężczyzn                       |
| Srebro | Adłan Warajew | Zapasy                   | 74 kg st.wolny mężczyzn                       |
| Srebro | Leri Chabiełow | Zapasy                   | 100 kg st.wolny mężczyzn                      |
| Srebro | Däulet Turłychanow | Zapasy                   | 74 kg st.klasyczny mężczyzn                   |
| Brąz   | Władimir Jeszejew | Łucznictwo               | mężczyźni indywidualnie                       |
| Brąz   | Rudolf Powarnicyn | Lekkoatletyka            | skok wzwyż mężczyzn                           |
| Brąz   | Grigorij Jegorow | Lekkoatletyka            | skok o tyczce mężczyzn                        |
| Brąz   | Aleksandr Kowalenko | Lekkoatletyka            | trójskok mężczyzn                             |
| Brąz   | Jüri Tamm | Lekkoatletyka            | rzut młotem mężczyzn                          |
| Brąz   | Olga Nazarowa | Lekkoatletyka            | 400 m kobiet                                  |
| Brąz   | Tetiana Samolenko | Lekkoatletyka            | 1500 m kobiet                                 |
| Brąz   | Ołena Żupijewa-Wjazowa | Lekkoatletyka            | 10 000 m kobiet                               |
| Brąz   | Ludmiła Kondratjewa Galina Malczugina Natalja Woronowa Marina Żyrowa | Lekkoatletyka            | 4 × 100 m kobiet                              |
| Brąz   | Tamara Bykowa | Lekkoatletyka            | skok wzwyż kobiet                             |
| Brąz   | Galina Czistiakowa | Lekkoatletyka            | skok w dal kobiet                             |
| Brąz   | Olesia Bariel Olga Buriakina Irina Gierlic Jelena Chudaszowa Aleksandra Leonowa Irina Minch Galina Sawicka Irina Sumnikowa Vitalija Tuomaitė Olga Jakowlewa Olga Jewkowa Natalja Zasulska | Koszykówka               | kobiety                                       |
| Brąz   | Timofiej Skriabin | Boks                     | waga musza mężczyzn                           |
| Brąz   | Aleksandr Miroszniczenko | Boks                     | waga superciężka mężczyzn                     |
| Brąz   | Marat Ganiejew | Kolarstwo torowe         | wyścig punktowy                               |
| Brąz   | Laima Zilporytė | Kolarstwo szosowe        | wyścig ze startu wspólnego kobiet             |
| Brąz   | Aleksandr Romankow | Szermierka               | floret mężczyzn indywidualnie                 |
| Brąz   | Andriej Szuwałow | Szermierka               | szpada mężczyzn indywidualnie                 |
| Brąz   | Pawieł Kołobkow Władimir Riezniczenko Andriej Szuwałow Igor Tichomirow Mychajło Tyszko | Szermierka               | szpada mężczyzn drużynowo                     |
| Brąz   | Dmitrij Biłozierczew | Gimnastyka sportowa      | wielobój indndywidualny mężczyzn              |
| Brąz   | Swiatłana Bahinska | Gimnastyka sportowa      | wielobój indndywidualny kobiet                |
| Brąz   | Jelena Szuszunowa | Gimnastyka sportowa      | równoważnia kobiet                            |
| Brąz   | Ołeksandra Tymoszenko | Gimnastyka artyczstyczna | wielobój indndywidualny kobiet                |
| Brąz   | Natalija Mytriuk Łarysa Karłowa Zinajida Turczyna Maryna Bazanowa Natalja Morskowa Tetiana Horb Ołena Nemaszkało Tatjana Dżandżgawa Natalja Anisimowa Natalja Cygankowa Switłana Mańkowa Jewhenija Towstohan Olha Semenowa Natalija Rusnaczenko Elina Gusiewa                                                                                               | Piłka ręczna             | kobiety                                       |
| Brąz   | Grigorij Wiericzew | Judo                     | do 95 kg mężczyzn                             |
| Brąz   | Amiran Totikaszwili | Judo                     | do 60 kg mężczyzn                             |
| Brąz   | Giorgi Tenadze | Judo                     | do 71 kg mężczyzn                             |
| Brąz   | Baszyr Warajew | Judo                     | do 78 kg mężczyzn                             |
| Brąz   | Wachtang Iagoraszwili | Pięciobój                | mężczyźni indywidualnie                       |
| Brąz   | Ołeksandr Marczenko Wasil Jakusza | Wioślarstwo              | dwójka podwójna mężczyzn                      |
| Brąz   | Łarisa Moskalenko Iryna Czunychowśka | Żeglarstwo               | klasa 470 kobiet                              |
| Brąz   | Marina Dobranczewa | Strzelectwo              | pistolet pneumatyczny, 10 m kobiet            |
| Brąz   | Anna Małuchina | Strzelectwo              | karabin pneumatyczny 10 m kobiet              |
| Brąz   | Walentina Czerkasowa | Strzelectwo              | Karabin małokalibrowy 3 postawy 50 m kobiet   |
| Brąz   | Igor Basinski | Strzelectwo              | pistolet dowolny, 50 m mężczyzn               |
| Brąz   | Kiriłł Iwanow | Strzelectwo              | Karabin małokalibrowy 3 postawy 50 m mężczyzn |
| Brąz   | Hennadij Awramienko | Strzelectwo              | ruchomy cel 50 m mężczyzn                     |
| Brąz   | Igor Polanski | Pływanie                 | 100 m stylem grzbietowym mężczyzn             |
| Brąz   | Dmitrij Wołkow | Pływanie                 | 100 m stylem klasycznym mężczyzn              |
| Brąz   | Wadim Jaroszczuk | Pływanie                 | 200 m stylem zmiennym mężczyzn                |
| Brąz   | Igor Polanski Dmitrij Wołkow Wadim Jaroszczuk Giennadij Prigoda | Pływanie                 | 4 x 100 m stylem zmiennym mężczyzn            |
| Brąz   | Giennadij Prigoda | Pływanie                 | 50 m stylem dowolnym mężczyzn                 |
| Brąz   | Jewgienij Szaronow Nurłan Miendygalijew Jewgienij Griszyn Aleksandr Kołotow Wiktor Berendiuha Siergiej Kotienko Dmitrij Apanasienko Siergiej Naumow Siergiej Markocz Giorgi Mszwenieradze Michaił Iwanow Micheil Giorgadze Nikołaj Smirnow | Piłka wodna              | mężczyźni                                     |
| Brąz   | Siergiej Karamczakow | Zapasy                   | 48 kg st.wolny mężczyzn                       |
| Brąz   | Władimir Toguzow | Zapasy                   | 52 kg st.wolny mężczyzn                       |
| Brąz   | Władimir Popow | Zapasy                   | 90 kg st.klasyczny mężczyzn                   |

## Skład kadry

### Boks
Waga papierowa
- Aleksandr Machmutow – ćwierćfinał

Waga musza
- Timofiej Skriabin – brązowy medal

Waga kogucia
- Aleksandr Artiemjew – ćwierćfinał

Waga piórkowa
- Mechak Ghazarian – 1/8 finału

Waga lekka
- Konstantin Cziu – 1/8 finału

Waga lekkopółśrednia
- Wiaczesław Janowski – złoty medal

Waga półśrednia
- Władimir Jerieszczenko – 1/16 finału

Waga lekkośrednia
- Jewgienij Zajcew – ćwierćfinał

Waga średnia
- Rusłan Taramow – 1/8 finału

Waga półciężka
- Nurmagomied Szanawazow – srebrny medal

Waga ciężka
- Ramzan Siebijew – 1/8 finału

Waga superciężka
- Aleksandr Miroszniczenko – brązowy medal

### Gimnastyka

#### Gimnastyka sportowa

##### Mężczyźni
Wielobój indywidualnie
- Władimir Artiomow – złoty medal
- Walerij Lukin – srebrny medal
- Dmitrij Biłozierczew – brązowy medal
- Siergiej Charkow – odpadł w eliminacjach
- Wladimer Gogoladze – odpadł w eliminacjach
- Władimir Nowikow – odpadł w eliminacjach

Wielobój drużynowo
- Władimir Artiomow, Walerij Lukin, Dmitrij Biłozierczew, Siergiej Charkow, Wladimer Gogoladze, Władimir Nowikow – złoty medal

Ćwiczenia na podłodze
- Władimir Artiomow – srebrny medal
- Walerij Lukin – odpadł w eliminacjach
- Dmitrij Biłozierczew – odpadł w eliminacjach
- Siergiej Charkow – złoty medal
- Wladimer Gogoladze – odpadł w eliminacjach
- Władimir Nowikow – odpadł w eliminacjach

Skok
- Władimir Artiomow – odpadł w eliminacjach
- Walerij Lukin – odpadł w eliminacjach
- Dmitrij Biłozierczew – odpadł w eliminacjach
- Siergiej Charkow – 6. miejsce
- Wladimer Gogoladze – 8. miejsce
- Władimir Nowikow – odpadł w eliminacjach

Poręcz
- Władimir Artiomow – złoty medal
- Walerij Lukin – srebrny medal
- Dmitrij Biłozierczew – odpadł w eliminacjach
- Siergiej Charkow – odpadł w eliminacjach
- Wladimer Gogoladze – odpadł w eliminacjach
- Władimir Nowikow – odpadł w eliminacjach

Drążek
- Władimir Artiomow – złoty medal
- Walerij Lukin – złoty medal
- Dmitrij Biłozierczew – odpadł w eliminacjach
- Siergiej Charkow – odpadł w eliminacjach
- Wladimer Gogoladze – odpadł w eliminacjach
- Władimir Nowikow – odpadł w eliminacjach

Kółka
- Władimir Artiomow – odpadł w eliminacjach
- Walerij Lukin – 4. miejsce
- Dmitrij Biłozierczew – złoty medal
- Siergiej Charkow – odpadł w eliminacjach
- Wladimer Gogoladze – odpadł w eliminacjach
- Władimir Nowikow – odpadł w eliminacjach

Koń z łęgami 
- Władimir Artiomow – odpadł w eliminacjach
- Walerij Lukin – 5. miejsce
- Dmitrij Biłozierczew – złoty medal
- Siergiej Charkow – odpadł w eliminacjach
- Wladimer Gogoladze – odpadł w eliminacjach
- Władimir Nowikow – odpadł w eliminacjach

##### Kobiety
Wielobój indywidualnie
- Jelena Szuszunowa – złoty medal
- Swiatłana Bahinska – brązowy medal
- Natalja Łaszczonowa – 5. miejsce
- Swietłana Baitowa – odpadła w eliminacjach
- Jelena Szewczenko – odpadła w eliminacjach
- Olha Strażewa – odpadła w eliminacjach

Wielobój drużynowo
- Jelena Szuszunowa, Swiatłana Bahinska, Natalja Łaszczonowa, Swietłana Baitowa, Jelena Szewczenko, Olha Strażewa – złoty medal

Ćwiczenia na podłodze
- Jelena Szuszunowa – 7. miejsce
- Swiatłana Bahinska – srebrny medal
- Natalja Łaszczonowa – odpadła w eliminacjach
- Swietłana Baitowa – odpadła w eliminacjach
- Jelena Szewczenko – odpadła w eliminacjach
- Olha Strażewa – odpadła w eliminacjach

Skok
- Jelena Szuszunowa – 8. miejsce
- Swiatłana Bahinska – złoty medal
- Natalja Łaszczonowa – odpadła w eliminacjach
- Swietłana Baitowa – odpadła w eliminacjach
- Jelena Szewczenko – odpadła w eliminacjach
- Olha Strażewa – odpadła w eliminacjach

Poręcz
- Jelena Szuszunowa – brązowy medal
- Swiatłana Bahinska – 5. miejsce
- Natalja Łaszczonowa – odpadła w eliminacjach
- Swietłana Baitowa – odpadła w eliminacjach
- Jelena Szewczenko – odpadła w eliminacjach
- Olha Strażewa – odpadła w eliminacjach

Równoważnia
- Jelena Szuszunowa – srebrny medal
- Swiatłana Bahinska – 5. miejsce
- Natalja Łaszczonowa – odpadła w eliminacjach
- Swietłana Baitowa – odpadła w eliminacjach
- Jelena Szewczenko – odpadła w eliminacjach
- Olha Strażewa – odpadła w eliminacjach

#### Gimnastyka artystyczna
Indywidualnie
- Marina Łobacz – złoty medal
- Ołeksandra Tymoszenko – brązowy medal

### Hokej na trawie
Turniej mężczyzn
- Władimir Pleszakow, Wiktor Dieputatow, Igor Julczijew, Sos Hajrapetian, Nikołaj Sankowiec, Władimir Antakow, Wiaczesław Czeczeniew, Igor Atanow, Siergiej Szachworostow, Siergiej Pleszakow, Michaił Niczepurienko, Aleksandr Domaszew, Igor Dawydow, Aleksandr Miasnikow, Jewgienij Nieczajew, Michaił Bukatin – 7. miejsce

### Jeździectwo
Ujeżdżenie indywidualne
- Nina Mienʹkowa – 9. miejsce
- Olga Klimko – 24. miejsce
- Jurij Kowszow – 28. miejsce
- Anatolij Tankow – 31. miejsce

Ujeżdżenie drużynowo
- Nina Mienʹkowa, Olga Klimko, Jurij Kowszow, Anatolij Tankow – 4. miejsce

Skoki przez przeszkody indywidualnie
- Anatolij Timoszenko – odpadł w eliminacjach
- Raimundas Udrakis – odpadł w eliminacjach
- Jurij Kowszow – odpadł w eliminacjach
- Sergejs Šakurovs – odpadł w eliminacjach

Skoki przez przeszkody drużynowo
- Anatolij Timoszenko, Raimundas Udrakis, Wiaczesław Czukanow, Sergejs Šakurovs – odpadli w eliminacjach

### Judo
Mężczyźni
- Amiran Totikaszwili – brązowy medal, waga ekstralekka
- Jurij Sokołow – 34. miejsce, waga półlekka
- Giorgi Tenadze – brązowy medal, waga lekka
- Baszyr Warajew – brązowy medal, waga półśrednia
- Władimir Szestakow – srebrny medal, waga średnia
- Wiktor Poddubnyj – 12. miejsce, waga półciężka
- Grigorij Wiericzew – brązowy medal, waga ciężka

### Lekkoatletyka

#### Mężczyźni
Maraton
- Rawil Kaszapow — 10. miejsce

Skok w dal
- Leonid Wołoszyn — 8. miejsce
- Robert Emmijan — odpadł w eliminacjach
- Władimir Oszkan — odpadł w eliminacjach

Rzut dyskiem
- Romas Ubartas – srebrny medal
- Jurij Dumczew – 4. miejsce
- Vaclavas Kidykas — odpadł w eliminacjach

Pchnięcie kulą
- Siergiej Smirnow – 8. miejsce

Rzut młotem
- Siergiej Litwinow – złoty medal
- Jurij Siedych – srebrny medal
- Jüri Tamm – brązowy medal

Rzut oszczepem
- Wiktor Jewsiukow – 5. miejsce
- Władimir Owczinnikow – 7. miejsce

Dziesięciobój
- Pawło Tarnowecki – 10. miejsce
- Valter Külvet – nie ukończył
- Ołeksandr Apajczew – nie ukończył

Chód na 20 km
- Michaił Szczennikow – 6. miejsce
- Aleksiej Pierszyn – 14. miejsce
- Jauhienij Misiula – 27. miejsce

Chód na 50 km
- Wiaczesław Iwanienko – złoty medal
- Alaksandr Pataszou – 4. miejsce
- Wytałyj Popowycz – 26. miejsce

#### Kobiety
Sztafeta 4 × 400 m
- Tatjana Ledowska, Olga Nazarowa, Marija Pinigina, Olha Bryzhina – złoty medal

Maraton
- Tetiana Połowynśka – 4. miejsce
- Zoja Iwanowa – 9. miejsce
- Raisa Smiechnowa – 16. miejsce

Rzut dyskiem
- Elina Zwierawa – 5. miejsce
- Łarysa Mychalczenko – 10. miejsce
- Galina Murašova – nie klasyfikowana

Rzut oszczepem
- Irina Kostiuczenkowa – 4. miejsce
- Natalla Jermałowicz – 6. miejsce

Pchnięcie kulą
- Natalja Lisowska – złoty medal
- Natalja Achrimienko – 7. miejsce
- Walentina Fiediuszyna – odpadła w eliminacjach

Siedmiobój
- Natalja Szubienkowa – 4. miejsce
- Remigija Sablovskaitė – 5. miejsce
- Swietłana Buraga – 10. miejsce

### Łucznictwo
Zawody indywidualne kobiet:
- Ludmyła Arżannikowa – 4. miejsce
- Tetiana Muntian – 8. miejsce
- Natalja Butuzowa – ćwierćfinał

Zawody indywidualne mężczyzn:
- Władimir Jeszejew – brązowy medal
- Kostiantyn Szkolnyj – 1/8 finału
- Jurij Leontjew – odpadł w eliminacjach

Zawody drużynowe kobiet:
- Arżannikowa, Muntian, Butuzowa – 4. miejsce

Zawody drużynowe mężczyzn:
- Jeszejew, Szkolnyj, Leontjew – 5. miejsce

### Kajakarstwo

#### Mężczyźni
K-1 500 m
- Wiktor Pusiew – 9. miejsce

K-1 1000 m
- Dmitrij Bankowskij – 4. miejsce

K-2 500 m
- Ihor Nahajew, Wiktor Dienisow – srebrny medal

K-2 1000 m
- Siarhiej Kalesnik, Siergiej Gałkow – odpadli w eliminacjach

K-4 1000 m 
- Ołeksandr Motuzenko, Serhij Kirsanow, Ihor Nahajew, Wiktor Dienisow – srebrny medal

C-1 500 m
- Michał Śliwiński – srebrny medal

C-1 1000 m
- Ivans Klementjevs – złoty medal

C-2 500 m
- Wiktor Rieniejski, Nicolae Juravschi – złoty medal

C-2 1000 m
- Wiktor Rieniejski, Nicolae Juravschi – złoty medal

#### Kobiety
K-1 500 m
- Galina Sawienko – 7. miejsce

K-2 500 m
- Irina Sałomykowa, Irina Chmielewskaja – 5. miejsce

K-4 500 m
- Aleksandra Apanowicz, Irina Sałomykowa, Irina Chmielewskaja, Nadieżda Kowalewicz – 4. miejsce

### Kolarstwo

#### Mężczyźni
Wyścig ze startu wspólnego
- Dżamolidin Abdużaparow – 5. miejsce
- Asiat Saitow – 51. miejsce
- Riho Suun – 60. miejsce

Drużynowa jazda na czas
- Wasyl Żdanow, Wiktor Klimow, Asiat Saitow, Igor Sumnikow – 7. miejsce

Sprint
- Nikołaj Kowsz – srebrny medal

1 km
- Aleksandr Kiriczenko – złoty medal

Wyścig indywidualny na dochodzenie
- Gintautas Umaras – złoty medal

Wyścig drużynowy na dochodzenie 
- Wiaczesław Jekimow, Artūras Kasputis, Dmitrij Nielubin, Gintautas Umaras, Mindaugas Umaras – złoty medal

Wyścig punktowy
- Marat Ganiejew – brązowy medal

#### Kobiety
Wyścig indywidualny ze startu wspólnego 
- Laima Zilporytė – brązowy medal
- Walentina Jewpak – 5. miejsce
- Ałła Jakowlewa – 34. miejsce

Sprint
- Erika Salumäe – złoty medal

### Koszykówka
Mężczyźni
- Ołeksandr Biłostinnyj, Valdemaras Chomičius, Walerij Goborow, Rimas Kurtinaitis, Šarūnas Marčiulionis, Igors Miglinieks, Wiktor Pankraszkin, Arvydas Sabonis, Tiit Sokk, Siergiej Tarakanow, Walerij Tichonienko, Ołeksandr Wołkow – złoty medal

Kobiety
- Olesia Bariel, Olga Buriakina, Irina Gierlic, Jelena Chudaszowa, Aleksandra Leonowa, Irina Minch, Galina Sawicka, Irina Sumnikowa, Vitalija Tuomaitė, Olga Jakowlewa, Olga Jewkowa, Natalja Zasulska – brązowy medal

### Piłka nożna
Mężczyźni
- Dmitrij Charin, Gela Ketaszwili, Igor Sklarow, Ołeksij Czerednyk, Arvydas Janonis, Wadym Tyszczenko, Jewgienij Kuzniecow, İqor Ponomaryov, Aleksandr Borodiuk, Igor Dobrowolski, Wołodymyr Luty, Jewgienij Jarowienko, Siergiej Fokin, Władimir Tatarczuk, Ołeksij Mychajłyczenko, Aleksiej Prudnikow, Wiktor Łosiew, Siergiej Gorłukowicz, Jurij Sawiczew, Arminas Narbekovas – złoty medal

### Piłka ręczna
Turniej kobiet
- Natalija Mytriuk, Łarysa Karłowa, Zinajida Turczyna, Maryna Bazanowa, Natalja Morskowa, Tetiana Horb, Ołena Nemaszkało, Tatjana Dżandżgawa, Natalja Anisimowa, Natalja Cygankowa, Switłana Mańkowa, Jewhenija Towstohan, Olha Semenowa, Natalija Rusnaczenko, Elina Gusiewa – brązowy medal

Turniej mężczyzn
- Andriej Ławrow, Aleksandr Tuczkin, Aleksandr Rymanow, Alaksandr Karszakiewicz, Jurij Niestierow, Hieorhij Swirydzienka, Andriej Tiumiencew, Michaił Wasiljewv, Juryj Szaucou, Wiaczesław Atawin, Voldemaras Novickis, Igor Czumak, Kanstancin Szarawarau, Walerij Gopin – złoty medal

### Pięciobój nowoczesny
Indywidualnie
- Wachtang Iagoraszwili – brązowy medal
- Gierman Jufierow – 20. miejsce
- Anatolij Awdiejew – 35. miejsce

Drużynowo
- Wachtang Iagoraszwili, Gierman Jufierow, Anatolij Awdiejew – 5. miejsce

### Piłka wodna
Turniej mężczyzn
- Jewgienij Szaronow, Nurłan Miendygalijew, Jewgienij Griszyn, Aleksandr Kołotow, Wiktor Berendiuha, Siergiej Kotienko, Dmitrij Apanasienko, Siergiej Naumow, Siergiej Markocz, Giorgi Mszwenieradze, Michaił Iwanow, Micheil Giorgadze, Nikołaj Smirnow – brązowy medal

### Pływanie

#### Mężczyźni
50 m stylem dowolnym
- Giennadij Prigoda – brązowy medal
- Władimir Tkaczenko – 6. miejsce

100 m stylem dowolnym
- Giennadij Prigoda – 4. miejsce
- Jurij Baszkatow – 5. miejsce

200 m stylem dowolnym
- Aleksiej Kuzniecow – 12. miejsce
- Jurij Baszkatow – 22. miejsce

400 m stylem dowolnym
- Aleksandr Bażanow – 27. miejsce

1500 m stylem dowolnym
- Władimir Salnikow – złoty medal

100 m stylem grzbietowym
- Igor Polanski – brązowy medal
- Siergiej Zabołotnow – 4. miejsce

200 m stylem grzbietowym
- Igor Polanski – złoty medla
- Siergiej Zabołotnow – 4. miejsce

100 m stylem klasycznym
- Dmitrij Wołkow – brązowy medal
- Aleksiej Matwiejew – 9. miejsce

200 m stylem klasycznym
- Wałerij Łozik – 5. miejsce
- Aleksiej Matwiejew – 6. miejsce

100 m stylem motylkowym
- Wadym Jaroszczuk – 8. miejsce
- Konstantin Pietrow – 23. miejsce

200 m stylem motylkowym
- Wadym Jaroszczuk – 11. miejsce

200 m stylem zmiennym
- Wadym Jaroszczuk – brązowy medal
- Michaił Zubkow – 4. miejsce

400 m stylem zmiennym
- Michaił Zubkow – 13. miejsce

4 × 100 m stylem dowolnym
- Giennadij Prigoda, Jurij Baszkatow, Nikołaj Jewsiejew, Władimir Tkaczenko – srebrny medal

4 × 200 m stylem dowolnym
- Siergiej Kudriajew, Aleksandr Bażanow, Nikołaj Jewsiejew, Aleksiej Kuzniecow – DSQ

4 × 100 m stylem zmiennym
- Igor Polanski, Dmitrij Wołkow, Wadym Jaroszczuk, Giennadij Prigoda – brązowy medal

#### Kobiety
50 m stylem dowolnym
- Inna Abramowa – 14. miejsce

100 m stylem dowolnym
- Natalja Triefiłowa – 9. miejsce
- Swietłana Isakowa – 15. miejsce

200 m stylem dowolnym
- Natalja Triefiłowa – 5. miejsce

400 m stylem dowolnym
- Natalja Triefiłowa – 8. miejsce

800 m stylem dowolnym
- Natalja Triefiłowa – 15. miejsce

100 m stylem klasycznym
- Jelena Wołkowa – 5. miejsce
- Swietłana Kuzmina – 9. miejsce

200 m stylem klasycznym
- Julija Bohaczowa – 5. miejsce
- Swietłana Kuzmina – 10. miejsce

100 m stylem motylkowym
- Switłana Kopczykowa – 9. miejsce

200 m stylem motylkowym
- Switłana Kopczykowa – 12. miejsce

200 m stylem zmiennym
- Jelena Diendiebierowa – srebrny medal
- Julija Bohaczowa – 15. miejsce

400 m stylem zmiennym
- Jelena Diendiebierowa – 4. miejsce

4 × 100 m stylem dowolnym
- Jelena Diendiebierowa, Swietłana Isakowa, Natalja Triefiłowa, Switłana Kopczykowa – 5. miejsce

### Pływanie synchroniczne
Solo
- Christina Talasinidu  – 7. miejsce
- Marija Czerniajewa – odpadła w eliminacjach
- Tatjana Titowa – odpadła w eliminacjach

Duet
- Marija Czerniajewa, Tatjana Titowa – 6. miejsce

### Podnoszenie ciężarów
- Oksen Mirzojan – złoty medal, waga kogucia
- Israel Militosjan – srebrny medal, waga lekka
- Israił Arsamakow – złoty medal, waga lekkociężka
- Anatolij Chrapaty – złoty medal, waga półciężka
- Nail Muchamiedjarow – srebrny medal, waga półciężka
- Pawieł Kuzniecow – złoty medal, I waga ciężka
- Jurij Zachariewicz – złoty medal, II waga ciężka
- Aleksandr Popow – 5. miejsce, II waga ciężka
- Alaksandr Kurłowicz – złoty medal, waga superciężka

### Siatkówka
Turniej mężczyzn
- Jurij Panczenko, Andriej Kuzniecow, Wiaczesław Zajcew, Igor Runow, Władimir Szkurichin, Jewgienij Krasilnikow, Raimonds Vilde, Walerij Łosiew, Jurij Sapiega, Ołeksandr Sorokałet, Jarosław Antonow, Jurij Czeriednik – srebrny medal

Turniej kobiet
- Walentina Ogijenko, Jelena Wołkowa, Marina Kumysz, Irina Ilczenko, Tatjana Sidorienko, Irina Kiriłłowa, Tatjana Romaszkan, Olha Szkurnowa, Marina Pankowa, Jelena Czebukina, Olga Kriwoszejewa, Swietłana Korytowa – złoty medal

### Skoki do wody

#### Mężczyźni
Wieża 10 m
- Giorgi Czogowadze – 4. miejsce
- Władimir Timoszynin – 8. miejsce

Trampolina 3 m
- Aleksandr Portnow – 10. miejsce
- Walerij Gonczarow – 12. miejsce

#### Kobiety
Wieża 10 m
- Anżeła Stasiulewicz – 4. miejsce
- Jelena Miroszyna – 6. miejsce

Trampolina 3 m
- Irina Łaszko – 4. miejsce
- Marina Babkowa – 5. miejsce

### Strzelectwo

#### Mężczyźni
Pistolet pneumatyczny 10 m 
- Igor Basinski – 5. miejsce
- Boris Kokoriew – 8. miejsce

Pistolet szybkostrzelny 25 m
- Afanasijs Kuzmins – złoty medal
- Władimir Wochmianin – 21. miejsce

Pistolet 50 m
- Igor Basinski – brązowy medal
- Aleksandr Mielentjew – 12. miejsce

Karabin pneumatyczny 10 m
- Siarhiej Martynau – 14. miejsce
- Hyraczia Petikian – 24. miejsce

Karabin małokalibrowy 3 postawy 50 m 
- Kiriłł Iwanow – brązowy medal
- Hyraczia Petikian – 6. miejsce

Karabin małokalibrowy leżąc 50 m
- Kiriłł Iwanow – 15. miejsce
- Władimir Lwow – 15. miejsce

Ruchomy cel 50 m
- Hennadij Awramienko – brązowy medal
- Oleg Mołdowan – 14. miejsce

Trap
- Dmytro Monakow – złoty medal
- Urmas Saaliste – 7. miejsce
- Ołeksandr Ławrinenko – 25. miejsce

#### Kobiety
Karabin pneumatyczny 10 m
- Iryna Szyława – złoty medal
- Anna Małuchina – brązowy medal

Pistolet pneumatyczny 10 m 
- Nino Salukwadze – srebrny medal
- Marina Dobranczewa – brązowy medal

Pistolet 25 m
- Nino Salukwadze – złoty medal
- Marina Dobranczewa – 8. miejsce

Karabin małokalibrowy 3 postawy 50 m 
- Walentina Czerkasowa – brązowy medal
- Anna Małuchina – 6. miejsce

#### Open
Skeet
- Walerij Timochin – 11. miejsce
- Swietłana Diomina – 13. miejsce
- Aleksandr Czerkasow – 13. miejsce
- Tamaz Imnaiszwili – 25. miejsce

### Szermierka

#### Mężczyźni
Floret
- Aleksandr Romankow – brązowy medal
- Ilgar Mamiedow – 10. miejsce
- Boris Korieckij – 16. miejsce

Floret drużynowo
- Aleksandr Romankow, Ilgar Mamiedow, Wladimer Apciauri, Anwar Ibragimow, Boris Korieckij – złoty medal

Szpada
- Andriej Szuwałow – brązowy medal
- Władimir Riezniczenko – 8. miejsce
- Mykhailo Tyshko – 26. miejsce

Szpada drużynowo
- Andriej Szuwałow, Pawieł Kołobkow, Władimir Riezniczenko, Mychajło Tyszko, Igor Tichomirow – brązowy medal

Szabla
- Gieorgij Pogosow – 6. miejsce
- Andriej Alszan – 9. miejsce
- Siergiej Mindirgasow – 17. miejsce

Szabla drużynowo
- Siergiej Mindirgasow, Michaił Burcew, Gieorgij Pogosow, Andriej Alszan, Siergiej Koriażkin – srebrny medal

#### Kobiety
Floret
- Tatjana Sadowska – 5. miejsce
- Jelena Glikina – 8. miejsce
- Olga Woszczakina – 14. miejsce

Floret drużynowo
- Jelena Glikina, Jelena Griszyna, Tatjana Sadowska, Marina Sobolewa, Olga Woszczakina – 4. miejsce

### Tenis stołowy

#### Mężczyźni
Singiel
- Andriej Mazunow  – 33. miejsce

Debel
- Andriej Mazunow, Borys Rozenberh – 25. miejsce

#### Kobiety
Singiel
- Flura Bułatowa – 5. miejsce
- Walentina Popowa – 6. miejsce
- Ołena Kowtun – 17. miejsce

Debel
- Flura Bułatowa, Ołena Kowtun – 6. miejsce

### Tenis ziemny
Singiel mężczyzn
- Andriej Czerkasow – 2 runda
- Andriej Czesnokow – 1 runda
- Aleksandr Wołkow – 1 runda

Debel mężczyzn
- Aleksandr Wołkow, Andriej Olchowskij – 1 runda

Singiel kobiet
- Łarysa Sawczenko-Neiland – ćwierćfinał
- Leila Meschi – 2 runda
- Natalla Zwierawa – ćwierćfinał

Debel kobiet
- Łarysa Sawczenko-Neiland, Natalla Zwierawa – ćwierćfinał

### Wioślarstwo

#### Mężczyźni
Jedynka
- Jüri Jaanson – 8. miejsce

Dwójka podwójna
- Ołeksandr Marczenko, Wasil Jakusza – brązowy medal

Dwójka bez sternika
- Igor Zuborienko, Walerij Wyrwicz – 6. miejsce

Dwójka ze sternikiem
- Andriej Korikow, Roman Kazancew, Andriej Lipskij (sternik) – 6. miejsce

czwórka podwójna
- Pawieł Krupko, Ołeksandr Zaskalko, Siarhiej Kiniakin, Jurij Zielikowicz – 4. miejsce

czwórka bez sternika
- Iwan Wysoćkyj, Siergiej Smirnow, Jurij Pimienow, Nikołaj Pimienow – 6. miejsce

czwórka ze sternikiem
- Sigitas Kučinskas, Jonas Narmontas, Władimir Romaniszyn, Igor Zotow, Siergiej Titow (sternik) – DNS

ósemka
- Wieniamin But, Nikołaj Komarow, Wasilij Tichonow, Aleksandr Dumczew, Pawło Hurkowśkyj, Wiktor Diduk, Wiktor Omelanowycz, Andriej Wasiljew, Aleksandr Łukjanow – srebrny medal

#### Kobiety
jedynka
- Natalia Kwasza – 8. miejsce

dwójka podwójna
- Marina Żukowa, Marija Omelanowycz – 4. miejsce

dwójka bez sternika
- Sarmīte Stone, Marina•Smorodina – 6. miejsce

czwórka podwójna
- Iryna Kałymbet, Switłana Mazij, Inna Frołowa, Antonina Zielikowicz – srebrny medal

czwórka ze sternikiem
- Reda Ribinskaitė, Ołena Terioszyna, Irina Tietierina, Marina Suprun, Walancina Chochława (sterniczka) – 6. miejsce

ósemka
- Margarita Tiesielko, Marina Znak, Nadieżda Sugako, Sandra Brazauskaitė, Ołena Puchajewa, Sarija Zakyrowa, Natalija Fedorenko, Lidija Awierjanowa, Aušra Gudeliūnaitė (sterniczka) – 6. miejsce

### Zapasy
- Siergiej Karamczakow – brązowy medal, 48 kg st.wolny
- Władimir Toguzow – brązowy medal, 52 kg st.wolny
- Siergiej Biełogłazow – złoty medal, 57 kg st.wolny
- Stepan Sarkisjan – srebrny medal, 62 kg st.wolny
- Arsen Fadzajew – złoty medal, 68 kg st.wolny
- Adłan Warajew – srebrny medal, 74 kg st.wolny
- Aleksandr Tambowcew – 4. miejsce, 82 kg st.wolny
- Macharbiek Chadarcew – złoty medal, 90 kg st.wolny
- Leri Chabiełow – srebrny medal, 100 kg st.wolny
- Dawit Gobedżiszwili – złoty medal, 130 kg st.wolny

- Məhyəddin Allahverdiyev – 4. miejsce, 48 kg st.klasyczny
- Aleksandr Ignatienko – 4. miejsce, 52 kg st.klasyczny
- Aleksandr Szestakow – 7. miejsce, 57 kg st.klasyczny
- Kamandar Madżydow – złoty medal, 62 kg st.klasyczny
- Lewon Dżulfalakian – złoty medal, 68 kg st.klasyczny
- Däulet Turłychanow – srebrny medal, 68 kg st.klasyczny
- Michaił Mamiaszwili – złoty medal, 82 kg st.klasyczny
- Władimir Popow – brązowy medal, 90 kg st.klasyczny
- Guram Gedechauri – 7. miejsce, 100 kg st.klasyczny
- Aleksandr Karielin – złoty medal, 130 kg st.klasyczny

### Żeglarstwo

#### Mężczyźni
Klasa 470
- Toomas Tõniste, Tõnu Tõniste – srebrny medal

Lechner A-390
- Nikołaj Krawczenko – 37. miejsce

Finn
- Oleg Chopiorskij – 8. miejsce

Star
- Aleksandr Zybin, Wiktor Sołowjow – 8. miejsce

Tornado
- Siarhiej Kraucou, Jurij Konowałow – 7. miejsce

Soling
- Gieorgij Szajduko, Nikołaj Polakow, Oleg Miron – 10. miejsce

Latający Holender
- Siergiej Borodinow, Wiktar Budanciew – 14. miejsce

#### Kobiety
Klasa 470
- Iryna Czunychowśka, Łarysa Moskalenko – srebrny medal